# Фёдоров, Альфред Павлович
Альфред Павлович Фёдоров (7 июня 1935, Куйбышев, СССР — 8 октября 2001, Самара, Россия) — советский футболист, полузащитник. Тренер. Мастер спорта (1962).

## Биография
Родился 7 июня 1935 года в Куйбышеве. Учился играть в футбол на стадионе «Локомотив», первый тренер Александр Чистов, а советы давал дядя, известный хав «Локомотива», партнёр Карпова и Зайцева — Юрий Аксиньин.
В 1950 году отец из Вены, где работал в то время, привез ему ниппельный мяч. Этот мяч стал событием для всего футбольного Куйбышева, такого ни на «Локомотиве», ни на «Динамо» ещё не видели.
После окончания обучения в Куйбышевском строительном институте принял решение посвятить себя футболу.
В «Крылья Советов» Фёдоров был приглашен в 1955 году, поначалу играл в дубле. В 1956 году выступал в челябинском «Авангарде» (расформированный по окончании сезона), позже до апреля 1957 года — в харьковском «Авангарде», а с мая 1957 года — вновь в «Крыльях».
21 апреля 1958 года в своём первом матче в составе «Крыльев» выйдя на замену вместо Кирилла Доронина забил мяч в ворота «Спартака» (Москва) (1:3). 18 июня в товарищеской игре с командой «Йювяскюля» из Финляндии был зафиксирован самый крупный счет в международных встречах «Крыльев» — 14:1, причем Хусаинов и Фёдоров забили по 5 голов.
В 1961 году стал Чемпионом РСФСР, за что был удостоен звания Мастер спорта СССР (1962).
4 сентября 1965 года в составе сборной СССР провёл первый тайм против сборной Югославии (0:0).
В сезонах 1964—1965 годов был капитаном «Крыльев».
В конце сезона 1966 года подошёл к Виктору Карпову и попросил отпустить его в ленинградский «Зенит». А в ответ услышал многозначительное: «С ума сошёл! Ты достояние куйбышевского футбола. Ты необходим команде не только как игрок».
Последний матч в составе «Крыльев» он провел в чемпионате 1966 года 16 ноября дома с ЦСКА. На его счету также 28 международных матчей в составе «Крыльев Советов».
Так Фёдоров оказался в конце концов на должности тренера-селекционера «Крыльев Советов» и параллельно начал учиться в Высшей школе тренеров. Он просматривал молодых игроков, учился и ждал, главным образом ждал, когда начнется новый, полноценный, азартный, как игра, период в жизни, и поэтому запомнил 17 июня 1968 гола в деталях.
Директор завода Павел Мочалов был обеспокоен состоянием дел в команде «Металлург». Ветеран «Крыльев Советов» Фёдор Новиков за два года  работы подобрал неплохой состав из воспитанников куйбышевского футбола, вывел команду из класса «Б» в класс «А», но это привело к 22 месту (третьему от конца) к середине первого круга. Мочалов предложил Фёдорову сначала должность начальника команды, а через два дня (после очередного домашнего поражения «Металлурга») назначил по совместительству и старшим тренером.
В 1968 году куйбышевский «Металлург» в классе «А» закрепился, а в 1969 (после небольшой раскачки на старте) команда не знала поражений два с половиной месяца. На стадион «Металлург», на окраину Безымянки съезжались десятки тысяч болельщиков, в то время как арена «Динамо» практически пустовала во время матчей «Крыльев Советов».
Наверху[где?] решили: две команды город не потянет и на базе команды «Металлург» будут созданы новые «Крылья Советов». Фёдорову было предложено место второго тренера, но он в силу характера отказался. В 1980 году, когда «Крылья Советов» оказались на пороге уже второй лиги класса «А»,[уточнить] ему было предложено сотворить чудо,[какое?] но в помощь навязали играющим тренером экс-звезду «Спартака» Евгения Ловчева. Продолжил тренерскую карьеру в других командах.

## Достижения
Кубок СССР
- Финалист: 1964

Первая лига СССР
- Победитель: 1961

Чемпионат РСФСР
- Победитель: 1961

## Клубная статистика
| Выступление          | Выступление      | Выступление      | Чемпионат | Чемпионат | Кубок | Кубок | Дубль | Дубль | Итого | Итого |
| Клуб                 | Лига             | Сезон            | Игры      | Голы      | Игры  | Голы  | Игры  | Голы  | Игры  | Голы  |
| -------------------- | ---------------- | ---------------- | --------- | --------- | ----- | ----- | ----- | ----- | ----- | ----- |
| Авангард (Челябинск) | класс «Б»        | 1956             | 1         | 0         | —     | —     | —     | —     | 1     | 0     |
| Авангард (Челябинск) | Итого            | Итого            | 1         | 0         | —     | —     | —     | —     | 1     | 0     |
| Авангард (Харьков)   | класс «Б»        | 1957             | 0         | 0         | —     | —     | —     | —     | 0     | 0     |
| Авангард (Харьков)   | Итого            | Итого            | 1         | 0         | —     | —     | —     | —     | 1     | 0     |
| Крылья Советов       | класс «А»        | 1955             | 0         | 0         | —     | —     | —     | —     | 0     | 0     |
| Крылья Советов       | класс «А»        | 1957             | 0         | 0         | —     | —     | —     | —     | 0     | 0     |
| Крылья Советов       | класс «А»        | 1958             | 10        | 1         | —     | —     | 5     | 0     | 15    | 1     |
| Крылья Советов       | класс «А»        | 1959             | 15        | 0         | —     | —     | 6     | 0     | 21    | 0     |
| Крылья Советов       | класс «А»        | 1960             | 27        | 0         | —     | —     | 4     | 0     | 31    | 0     |
| Крылья Советов       | класс «Б»        | 1961             | 26        | 0         | 2     | 0     | —     | —     | 28    | 0     |
| Крылья Советов       | класс «А»        | 1962             | 17        | 0         | 1     | 0     | 10    | 0     | 28    | 0     |
| Крылья Советов       | класс «А»        | 1963             | 37        | 3         | 2     | 0     | —     | —     | 39    | 3     |
| Крылья Советов       | класс «А»        | 1964             | 30        | 1         | 4     | 0     | —     | —     | 34    | 1     |
| Крылья Советов       | класс «А»        | 1965             | 31        | 2         | 4     | 0     | —     | —     | 35    | 2     |
| Крылья Советов       | класс «А»        | 1966             | 26        | 1         | —     | —     | —     | —     | 26    | 1     |
| Крылья Советов       | класс «А»        | 1967             | 0         | 0         | —     | —     | 2     | 0     | 2     | 0     |
| Крылья Советов       | Итого            | Итого            | 219       | 8         | 13    | 0     | 27    | 0     | 259   | 8     |
| Всего за карьеру     | Всего за карьеру | Всего за карьеру | 219       | 8         | 13    | 0     | 27    | 0     | 259   | 8     |